# Régiment d'Afrique-Équatoriale française et Somalie
Le régiment d'Afrique-Équatoriale française et Somalie (régiment AEF-Somalie) est une unité de l'Armée de terre française pendant la Seconde Guerre mondiale. Formé en février 1945, il regroupe le bataillon de marche n° 14, le bataillon de marche n° 15 et bataillon de marche somali et combat contre la poche de résistance allemande de la pointe de Grave. 

## Historique
Il est formé le 16 novembre 1944. Il regroupe deux bataillons formés en Afrique-Équatoriale française, issus de la Brigade mixte d'Afrique française libre dissoute en juillet 1944, et le bataillon somali issu du détachement FFL de la Côte française des Somalis (Djibouti). Ce dernier rejoint les deux premiers à Antibes le 26 février 1945. Chaque bataillon garde son héritage propre.
Il part le 23 mars pour le détachement d'armée de l'Atlantique et est affecté à la brigade de marche du Médoc. Il combat à partir du 15 avril 1945 devant Talais, puis le 18 à Soulac-sur-Mer. Les coloniaux se distinguent vis-à-vis combattants français issus des forces françaises de l'intérieur par leur discipline et leur respect des lois de la guerre.
En mai, le régiment est chargé d'occuper La Rochelle libérée après la capitulation du Troisième Reich.
Il est dissous le 1er août 1945,.

## Chef de corps
Le régiment est commandé par Raymond Appert, ancien commandant du détachement FFL de la CFS.

## Traditions

### Drapeau
Le général de Gaulle remet au régiment d'AEF-Somalie le 2 avril 1945 le drapeau du 57e régiment d'infanterie coloniale.

### Décorations
Le régiment, ainsi que chacun des trois bataillons le composant, est cité à l'ordre de la division pour sa participation aux combats d'avril 1945.
Son drapeau reçoit la croix de guerre 1939-1945 avec étoile d'argent le 14 juillet 1945.

### Insigne
L'insigne du régiment est une ancre d'or chargée d'un losange bleu à croix de Lorraine. Ce losange, semblable à l'insigne des Forces navales françaises libres, est une reprise peint sur les insignes du détachement FFL de Somalie à partir de 1941.